# Elezioni parlamentari a Cuba del 1946
Le elezioni parlamentari a Cuba del 1946 si tennero il 1º giugno. Il Partito Autentico ottenne 30 dei 66 seggi della Camera dei Rappresentanti.

## Risultati
| Liste                        | Voti | %     | Seggi |
| ---------------------------- | ---- | ----- | ----- |
| Partito Autentico            |      | 45,45 | 30    |
| Partito Liberale Autonomista |      | 16,67 | 11    |
| Partito Democratico          |      | 15,15 | 10    |
| Partito Repubblicano         |      | 10,61 | 7     |
| Partito Socialista Popolare  |      | 7,58  | 5     |
| ABC                          |      | 4,55  | 3     |
| Totale                       |      | 100   | 66    |